# Aurélie Cibert
Aurélie Cibert, née le 6 avril 1985 à Clermont-Ferrand, est une joueuse française de basket-ball évoluant au poste de meneuse de jeu.

## Biographie
Internationale cadettes puis Espoir (championne d’Europe U20 en 2005), elle est membre de l’INSEP qui à l’époque (2000-2001) se trouvait à Toulouse. De 2001 et 2005, elle intègre le Stade Clermontois Auvergne Basket 63 dans sa ville natale avant de rejoindre Saint-Amand-les-Eaux (2005-2007). De 2007 à 2015, elle reste fidèle au COB Calais dont elle intègre le staff après avoir mis un terme à sa carrière de joueuse en avril 2015.

## Carrière
- 2000 - 2001 :  Centre fédéral de Toulouse (NF2)
- 2001 - 2005 :  Stade Clermontois Auvergne Basket 63 (LFB)
- 2005 - 2007 :  Union Saint-Amand Porte du Hainaut (LFB)
- 2007 - 2015 :  COB Calais (LFB et Ligue 2)

## Palmarès
Sélection nationale
- Championne d'Europe cadette : 2001
- championnat d'Europe espoir : 2004
- championnat d'Europe espoir : 2005

Club